# Hårig bärfis
Hårig bärfis (Dolycoris baccarum), tidigare kallad vanlig bärfis, tillhör familjen bärfisar. 

## Kännetecken
Hårig bärfis har en längd på mellan 10 och 12 millimeter. Både fullvuxna djur och larver har ljus behåring på kroppen, därav det svenska namnet. Antennerna är svart och vit randiga där varje antennled har ljus bas.

## Levnadssätt
Hårig bärfis lever på att suga på frön och frukter av många olika växter, den är alltså polyfag. De kan även ge sig på bladlöss och insektsägg. De kan orsaka skada i veteodlingar och de kan ibland även vara ett skadedjur i trädgårdar. De fullvuxna djuren övervintrar i lövförna. Parningstiden börjar i slutet av april. Därefter lägger honan cirka 25 ägg på blad. 

## Utbredning
Hårig bärfis finns i stora delar av Europa och Asien. I Sverige är den mycket allmän och saknas bara i fjällen.